# Fast cutting
Corte rápido é uma técnica de edição de filme que refere-se a vários planos consecutivos de uma breve duração (3 segundos ou menos). Ele pode ser usado para transmitir uma série de informações muito rapidamente, ou implicar energia ou o caos. O corte rápido também é frequentemente usado quando há gravação de diálogo entre duas ou mais personagens. 